# Marala (grupo de música)
Marala es un trío musical compuesto por la catalana Selma Bruna, la valenciana Sandra Monfort y la mallorquina Clara Fiol.  
El grupo se basa en la música procedente de raíces tradicionales  que hace hincapié en la polifonía . La mayoría de sus canciones se inspiran en la música que tiene como origen los cantos tradicionales.

## Trayectoria
Su primer disco, producido por la discografía U98 Music, lo emitieron el 8 de marzo de 2020 y lo titularon A trenc d'alba. El álbum está formado por 10 canciones e incluye versiones musicales de poemas como Corrandes de lluna de Maria Mercè Marçal y Cançó de Miquel Martí i Pol. Además, cuenta con fragmentos de canciones tradicionales alternados con composiciones propias. Según las integrantes del trio, este disco iba dedicado a sus abuelas, con una intención de reivindicación feminista, un rasgo característico del grupo. Clara Fiol habló así de la primera canción: «A trenc d'alba, la canción que da nombre al disco, habla del momento en que las mujeres empiezan a poder mostrarse en el mundo porque está el espacio y han encontrado la fuerza». En el disco no solo intervinieron las tres cantantes de Marala, sino que también participaron Aleix Tobias en las percusiones, Xavi Lozano en las flautas, Xarim Aresté en la guitarra eléctrica, y el cuarteto femenino madrileño Faneka.
La versión que crearon de la canción Txoria txori, escrita por el cantautor vasco Mikel Laboa sobre un poema de Joxean Artze, llamó la atención de Fermin Muguruza, quien les invitó a cantar en la apertura a su nuevo proyecto The Suicide of Western Culture, que tuvo lugar en el Primavera Sound del 2018.
Participaron en la conmemoración que se realizó en 2018 del bombardeo de Guernica, en el País Vasco, organizada por la asociación Gernikako Lobak el 26 de abril. Realizaron un concierto dentro del búnker de Astra, lugar donde se habían refugiado 81 años antes los ciudadanos de Guernica y Luno huyendo de las bombas. En este evento interpretaron un tema de Sandra Montfort llamado Guernikako Garraxiak (Los lamentos de Guernika) creado especialmente para la ocasión. Las modificaciones realizadas fueron la inclusión de la lectura de un poema de Sara Lavado y cantos tradicionales de las ciudades de Mallorca y Valencia.
En el año 2020, publicaron un nuevo tema titulado Rosa y espina, una canción compuesta por la poetisa sancugatense Nina da Lua. La letra y el videoclip relatan las contradicciones de las miembros del propio grupo, criadas en unos patrones que quieren deconstruir, a la vez que la sencillez y el cuidado que forman parte de la lucha feminista.
En 2022 el trío ganó el premio a mejor disco del año en los V Premios Carles Santos. De forma irónica decidieron reconocer y agradecer el premio a los hombres, ya que según las artistas les han ayudado en su trayectoria. Sandra Monfort también recibió en la anterior edición otros dos premios, uno a artista revelación y otro al mejor disco del año por su álbum debut.
El trío musical presentó en "Les Arts és Músiques Valencianes 2023" su último tema, llamado Jota de morir. Con él ganaron el premio a mejor disco de música tradicional popular. El tema contiene referencias  al feminismo, además de a la conservación del patrimonio. Su objetivo es recuperar los orígenes de la música valenciana, los cantos de muerte de baleares, romanes y lamentos de guerra con un tema basado en el concepto de la muerte. Ese mismo año también fueron nominadas en la XV edición de los Premios MIN (música independiente), y participaron en el festival SummerStage en Nueva York.
Su última colaboración ha sido con el grupo ZOO con el tema Estic antiquà. La canción trata sobre sus experiencias personales con el género masculino a través de expresiones irónicas. Este lanzamiento solo se trata del inicio de un nuevo proyecto que todavía está por construir.